# Agave vizcainoensis
Agave vizcainoensis ist eine Pflanzenart aus der Gattung der Agaven (Agave). Ein englischer Trivialname ist „Vizcaino Desert Agave“.

## Beschreibung
Agave vizcainoensis  wächst solitär und bildet Ableger. Die offenen Rosetten sind 30 bis 50 cm hoch und 50 bis 90 cm breit. Die breiten, steifen, grün- bis blaugefärbten, fleischigen, lanzettenförmig, nach oben spitz zulaufenden, aufrecht, variabel angeordneten Blätter sind 25 bis 40 cm lang und 6 bis 10 cm breit. Die welligen, hornigen Blattränder sind gezahnt. Der kräftige, braune bis graue Enddorn ist 2,5 bis 4 cm lang.
Der rispige, Blütenstand wird 2 bis 3 m hoch. Die gelben Blüten sind 65 bis 75 mm lang und erscheinen am oberen Teil des Blütenstandes an unregelmäßig angeordneten Verzweigungen. Die trichterige Blütenröhre ist 8 bis 12 mm lang.
Die länglichen braunen dreikammerigen Kapselfrüchte sind 50 bis 70 mm lang und bis 20 mm breit. Die schwarzen Samen sind 6 bis 7 mm lang und bis 4,5 mm breit.

## Systematik und Verbreitung
Agave viscainoensis wächst endemisch in Mexiko, in Baja California Sur, in Wüstenzonen in 100 bis 250 m Höhe. Sie ist vergesellschaftet mit Sukkulenten- und Kakteenarten.
Die Erstbeschreibung durch Howard Scott Gentry ist 1978 veröffentlicht worden.
Agave viscainoensis ist ein Vertreter der Sektion Deserticolae. Sie wächst begrenzt in Regionen nahe Sierra Vizcaino im südlichen Teil der Halbinsel. Typisch sind die grün bis blaugefärbten, fleischigen, breiten, steifen, nach oben spitz zulaufenden, aufrecht und variabel angeordneten Blätter mit welligen, hornigen Blatträndern. Die Art ist mit Agave margaritae verwandt, die durch die Größe und Blattstruktur jedoch abweicht. Pflanzen aus dem Vizcaione-Gebiet ähneln Agave gigantensis.